# Rosemarie Nitribitt
Rosemarie Nitribitt (Düsseldorf, 1er février 1933 - Francfort-sur-le-Main, 29 octobre 1957) est une prostituée allemande. 

## Biographie
Son assassinat en octobre 1957 n'a, à ce jour, pas été élucidé. L'enquête n'a trouvé qu'un suspect, plus tard acquitté au bénéfice du doute. 
Le carnet d'adresses de la jeune femme était rempli de noms d'hommes politiques et d'industriels du pays. Plusieurs notables faisaient partie de ses clients, ce que les médias ont exploités pour insinuer qu'on avait cherché à étouffer l'enquête.

## Culture
Ce meurtre a inspiré, entre autres, un roman d'Erich Kuby, Rosemarie, ainsi que trois films. 
- 1958 : La Fille Rosemarie, inspiré du roman.
- 1959 : L'Amour, c'est mon métier.
- 1996 : A Girl Called Rosemary, remake du film de 1958.